# ماهون‌های آفریقایی
ماهون‌های آفریقایی (نام علمی: Entandrophragma) نام یک سرده از تیره زیتون‌تلخیان است.